# Marianne St-Gelais
Marianne St-Gelais (* 17. Februar 1990 in Roberval) ist eine ehemalige kanadische Shorttrackerin.

## Werdegang
St-Gelais begann im Alter von zehn Jahren mit dem Eislaufen. Nach ersten nationalen Erfolgen im Juniorenbereich startete sie bei den Canada Winter Games 2007 und gewann insgesamt vier nationale Titel. Daraufhin debütierte St-Gelais in der Saison 2006/07 in Budapest erstmals im Weltcup. Sie erreichte über 500 m Rang fünf und über 1000 m Rang 14. In der Saison 2007/08 wurde sie zwar nicht im Weltcup eingesetzt, startete aber in Bozen bei der Junioren-Weltmeisterschaft. Dort errang sie Bronzemedaillen über 500 m und mit der Staffel, in der Gesamtwertung wurde sie Siebte. In der folgenden Saison 2008/09 erreichte St-Gelais über 500 m und mit der Staffel ihre ersten Podestplatzierungen im Weltcup. In Sherbrooke unweit ihrer Heimatstadt wurde sie über 500 m außerdem Junioren-Weltmeisterin und gewann mit der Staffel Silber.
Die Saison 2009/10 war St-Gelais’ endgültiger Durchbruch in die Weltspitze. Bei den vier Weltcupveranstaltungen erreichte sie sechs Podestplatzierungen. Sie qualifizierte sich für die Olympischen Spiele in Vancouver. Dort gelang ihr ihr bislang größter sportlicher Erfolg. Sie gewann an ihrem 20. Geburtstag über 500 m hinter Wang Meng und vor Arianna Fontana Silber und konnte anschließend auch mit der Staffel Silber gewinnen. Bei der Weltmeisterschaft in Sofia gewann sie Bronze über 500 m und wurde in der Gesamtwertung Siebte. Mit der Staffel erreichte sie zudem Silber. Kurz darauf gewann sie bei der Teamweltmeisterschaft in Bormio ebenfalls Silber.
Über ihre Paradestrecke 500 m dominierte sie den Weltcup 2010/11, sie gewann insgesamt fünf der acht Rennen und wurde Gesamtweltcupsiegerin über diese Distanz. Bei den Weltmeisterschaften 2011 in Sheffield konnte sie über 500 m überraschend keine Medaille gewinnen, holte mit der Staffel aber Bronze. In der Saison 2011/12 gewann St-Gelais in Saguenay und Dordrecht ihre ersten Weltcuprennen über 1000 m, insgesamt holte sie in der Saison sechs Podestplätze, darunter zwei weitere Siege über 500 m. Sie belegte damit jeweils den fünften Platz im Weltcup über 500 m und 1000 m. Bei den Weltmeisterschaften 2012 in Shanghai startete sie nur in der Staffel und belegte im Finale Rang vier. In der Saison 2012/13 wurde sie im Weltcup fünfmal Zweite und einmal Dritte und erreichte damit den vierten Platz im Weltcup über 500 m. Bei den Weltmeisterschaften 2013 in Debrecen gewann sie zweimal Silber und einmal Bronze. In der folgenden Saison errang sie in Shanghai über 500 m und in Seoul mit der Staffel jeweils den dritten Platz und erreichte zum Saisonende den siebten Platz im Weltcup über 500 m. Bei den Olympischen Winterspielen 2014 in Sotschi errang sie mit der Staffel Silber, was ihr bei der folgenden WM in Montreal erneut glückte.
Zu Beginn der Saison 2014/15 siegte St-Gelais in Salt Lake City über 1000 m und belegte zudem dort über 500 m und mit der Staffel jeweils den dritten Platz. Im weiteren Saisonverlauf errang sie dreimal den zweiten und viermal den dritten Platz. In Dresden holte sie ihren ersten Weltcupsieg mit der Staffel. Ihr bestes Resultat bei den Weltmeisterschaften 2015 in Moskau war jeweils der sechste Platz über 500 m und mit der Staffel. Die Saison beendete sie auf dem dritten Platz im Weltcup über 500 m und auf dem zweiten Rang im Weltcup über 1000 m. In der Saison 2015/16 kam sie im Weltcup sechsmal auf den zweiten und viermal auf den dritten Platz. Zudem holte sie vier Siege und gewann damit die Weltcupwertung über 500 m. Zudem gelang ihr der sechste Platz im Weltcup über 1500 m und der vierte Rang im Weltcup über 1000 m. Beim Saisonhöhepunkt den Weltmeisterschaften 2016 in Seoul gewann sie im Mehrkampf, über 500 m und mit der Staffel jeweils die Silbermedaille und über 1500 m die Goldmedaille. Nach Platz zwei über 500 m in Calgary zu Beginn der Saison 2016/17, siegte sie in Salt Lake City über 500 m und belegte dort zudem den dritten Platz mit der Staffel und den zweiten Rang über 1500 m. Es folgten vier dritte Plätze und zwei zweite Plätze. Außerdem gewann sie in Dresden über 500 m und 1000 m und abschließend wie im Vorjahr den Weltcup über 500 m. Im Weltcup über 1000 m wurde sie Sechste. Bei den Weltmeisterschaften 2017 in Rotterdam holte sie über 500 m, 1000 m, 1500 m und im Mehrkampf jeweils die Silbermedaille. Zu Beginn der Saison 2017/18 belegte sie beim Weltcup in Budapest den zweiten Platz mit der Staffel und in Dordrecht den dritten Rang mit der Staffel und den ersten Platz über 500 m. In Shanghai errang sie den dritten Platz über 1500 m und den zweiten Platz über 1000 m und erreichte abschließend zum dritten Mal in Folge den ersten Platz im Weltcup über 500 m. Außerdem wurde sie Achte im Weltcup über 1000 m und Fünfte im Weltcup über 1500 m. Ihre besten Platzierungen beim Saisonhöhepunkt, den Olympischen Winterspielen 2018 in Pyeongchang, waren der 11. Platz über 1000 m und der achte Rang mit der Staffel. Im März 2018 holte sie bei den Weltmeisterschaften in Montreal die Bronzemedaille mit der Staffel. Im Mehrkampf errang sie dort den 19. Platz.
St-Gelais lebt in Montreal und trainiert am dortigen nationalen Trainingszentrum. Sie ist mit dem Shorttracker und Olympiasieger Charles Hamelin liiert.

## Weltcupsiege
| Nr. | Datum             | Ort            | Disziplin |
| --- | ----------------- | -------------- | --------- |
| 1.  | 23. Oktober 2010  | Montreal       | 500 m     |
| 2.  | 30. Oktober 2010  | Québec         | 500 m     |
| 3.  | 12. Februar 2011  | Moskau         | 500 m     |
| 4.  | 19. Februar 2011  | Dresden        | 500 m     |
| 5.  | 20. Februar 2011  | Dresden        | 500 m     |
| 6.  | 22. Oktober 2011  | Salt Lake City | 500 m     |
| 7.  | 29. Oktober 2011  | Saguenay       | 500 m     |
| 8.  | 30. Oktober 2011  | Saguenay       | 1000 m    |
| 9.  | 11. Februar 2012  | Dordrecht      | 1000 m    |
| 10. | 8. November 2014  | Salt Lake City | 1000 m    |
| 11. | 1. November 2015  | Montreal       | 500 m     |
| 12. | 6. Februar 2016   | Dresden        | 1000 m    |
| 13. | 7. Februar 2016   | Dresden        | 500 m     |
| 14. | 13. Februar 2016  | Dordrecht      | 1500 m    |
| 15. | 13. November 2016 | Salt Lake City | 500 m     |
| 16. | 4. Februar 2017   | Dresden        | 1000 m    |
| 17. | 5. Februar 2017   | Dresden        | 500 m     |
| 18. | 7. Oktober 2017   | Dordrecht      | 500 m     |

| Nr. | Datum           | Ort       |
| --- | --------------- | --------- |
| 1.  | 8. Februar 2015 | Dresden 1 |

## Persönliche Bestzeiten
- 500 m      42,441 s (aufgestellt am 13. November 2016 in Salt Lake City)
- 1000 m    1:28,053 min (aufgestellt am 16. September 2012 in Calgary)
- 1500 m    2:19,744 min (aufgestellt am 20. Oktober 2012 in Calgary)
- 3000 m    5:06,264 min (aufgestellt am 21. März 2010 in Sofia)